# نارسیمها (فیلم ۱۹۹۱)
نارسیمها (به هندی: Narsimha) فیلمی است محصول سال ۱۹۹۱ و به کارگردانی ان. چاندرا است. در این فیلم بازیگرانی همچون نصیرالدین شاه، سانی دئول، دیمپل کاپادیا، اورمیلا ماتوندکار، اوم پوری، جانی لور ایفای نقش کرده‌اند.